# 足立区立千寿双葉小学校
足立区立千住双葉小学校（あだちくりつせんじゅふたばしょうがっこう）は、東京都足立区に設置されている公立小学校。

## 概要
本校は足立区が2000年（平成12年）より進めていた千住地域の小・中学校適正配置全体計画に基づき、千住大川町に存在した足立区立千寿第三小学校と千住桜木に存在した足立区立元宿小学校の2校を統合し、2005年（平成17年）に誕生した小学校である。
統合校は足立区立千寿第三小学校の敷地に設置することと定め、旧千寿第三小学校の校舎を解体して建て替えることとなった。このため統合校の発足から2007年（平成19年）までは旧元宿小学校の校舎にて授業を実施した。
2007年（平成19年）に千住大川町の新校舎が完成し、同年4月に千住桜木の旧元宿小学校から移転して名実共に足立区立千寿双葉小学校として本格的な活動を開始した。

## 沿革
- 2003年（平成15年）12月16日 - 足立区は、校名を「千寿双葉小学校」と決定。
- 2004年（平成16年）
  - 2月2日 - この日から3月24日まで、校歌歌詞募集。
  - 5月19日 - 千寿双葉小学校建設について保護者説明会を元宿小で開催。
  - 5月25日 - 千寿双葉小学校建設について保護者説明会を千寿第三小で開催。
  - 7月9日 - 校章決定。
  - 7月20日 - 校舎基本設計決定（第1回地元説明会）。
  - 9月27日 - 校舎基本設計修正案提示（第2回地元説明会）。
  - 11月22日 - 校歌完成。
- 2005年（平成17年）
  - 1月21日 - 校舎建設について住民説明会開催。
  - 4月1日 - 開校。
  - 4月6日 - 開校式と第回1入学式。最初の新入生は64名。
  - 10月22日 - 開校式典挙行し、祝賀会開催。
- 2006年（平成18年）3月24日 - 第1回卒業証書授与式挙行。最初の卒業生は55名。
- 2007年（平成19年）
  - 2月28日 - 新校舎完成。
  - 4月1日 - 新校舎へ移転。
- 2014年（平成26年）
  - 3月14日 - 校庭改修工事（人工芝化）。
  - 12月6日 - 創立10周年記念行事開催。

## 教育目標
- 進んで学ぶ子
- 思いやりのある子
- 元気な子

## 特色
本校は2007年に『千寿双葉小学校金管バンド』が設立され翌2008年の全日本小学校バンドフェスティバル東京都大会では初出場ながら金賞を受賞した。その後も金管バンドは東京藝術大学の音楽学生からの指導を受けたり、2011年には全日本小学校バンドフェスティバル(現在の全日本小学生バンドフェスティバル)に初出場、2013年に同大会で金賞を受賞するなど数々の音楽コンクールにて活躍しており、その功績を讃えられて足立区教育委員会より足立区長褒賞を授与されている。しかし働き方改革による顧問負担軽減のために練習量が減少し2021年頃に吹奏楽連盟を脱退したことからコンクールなどへの出場をやめ2024年現在地元での活動のみとなっている。

## 校歌
2005年（平成17年）の開校に合わせて新しい校歌が制作され、ザ・ゴールデン・カップスのヒット曲『長い髪の少女』などで知られる作曲家の鈴木邦彦が本校校歌の作曲を担当しておる。

## アクセス
- 足立区コミュニティバス「はるかぜ」『5号 北千住駅西側地域循環』で、「千住柳町」停留所から、徒歩約150m・約数分。